# Brochocki BKB-1
Die Brochocki BKB-1 ist ein kanadisches Segelflugzeug aus dem Jahr 1960. Es wurden vier Maschinen dieses Typs gebaut.

## Geschichte
Konstruiert und gebaut wurde die BKB-1 ab 1954 von den beiden Canadair-Ingenieuren Stefan Brochocki und Fred Bodek.
Das K stammt von Witold Kasprzyk, der vor dem Krieg Brochockis Segelfluglehrer in Polen war und als Geldgeber fungierte. Im Keller von Kasprzyks Haus begann 1955 der Bau eines Prototyps. Im Oktober 1957 fertiggestellt und kurzen Hüpfern im Autoschlepp im Herbst 1958, folgte im September 1959 die vorläufige Zulassung mit dem Kennzeichen CF-ZDK-X und noch im Herbst der Erstflug mit Dave Marsden vom Nationalen Forschungsrat am Steuer. Während der weiteren Flugerprobung flogen Fred Bodek, George Adams, Gordon Hicks, Hiller Kurlents und auch der kanadische Segelflugmeister Dave Webb das Flugzeug.
Das Flugzeug wurde in der Erprobungsphase mehrmals modifiziert. Die Änderungen betrafen u. a. die Vergrößerung der Brems-Seitenruder und eine Umrüstung von Kufe auf Zentralrad. Das Flugzeug hatte einen voll beplankten Flügel in Holzbauweise mit 12,2 m Spannweite und war mit dem Hubschrauber-Profil NACA 8-H-12 profiliert. Die Steuerung erfolgte durch Elevons und Brems-Seitenruder an den Flügelenden. Interessant ist hierbei, dass der vor dem Drehpunkt befindliche Teil der Seitenruder sich über die Flügeloberseite stellte und so als Störklappe wirkte. Der hintere Teil des Ruders stand dabei nach außen in den Luftstrom und wirkte so als Bremse. Nachdem die beiden Erbauer aus beruflichen Gründen nicht mehr an der Weiterentwicklung arbeiten konnten, ging das Flugzeug an Kasprzyk über.
1962 nahm Kasprzyk die BKB-1 mit in die USA. Dort gab er sich als deren Konstrukteur aus, weswegen dieses Flugzeug (Kennzeichen N2991G) unter seinem amerikanisierten Namen Kasper als Kasper Wing bekannt wurde. Kasper führte die BKB-1 nach einigen kleinen Änderungen u. a. auch im Kunstflug vor. Die Änderungen betrafen vor allem die Brems-Seitenruder, deren vorderes Teil jetzt fest mit dem Flügel verbunden war.

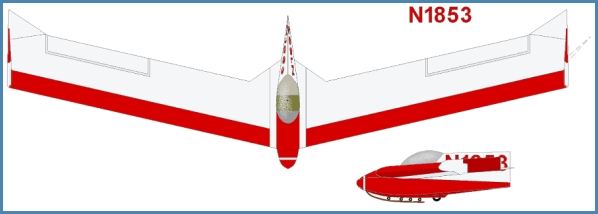
Kasper Bekas

Nachdem die BKB-1 zu Bruch gegangen war, entstand eine weitere Maschine mit dem Namen „Bekas“, deren offensichtlichste Merkmale ein schlankerer Rumpf mit etwas eckigem Querschnitt sowie die Flügelspitzen mit größerer Tiefe sind. Zusätzlich wurde die Spannweite geringfügig vergrößert. Die vertieften Flügelspitzen sollten das Markenzeichen Kaspers werden und kamen z. B. auch an dem UL-Fluggerät Cascade Ultralites 1-80 „Kasper Wing“ zum Einsatz.

## Technische Daten
| Kenngröße              | Daten                |
| ---------------------- | -------------------- |
| Besatzung              | 1                    |
| Länge                  | 3 m                  |
| Spannweite             | 11,9 m               |
| Höhe                   |                      |
| Flügelfläche           | 14,4 m²              |
| Flügelstreckung        | 10                   |
| Flügelprofil           | NACA 8-H-12          |
| Gleitzahl              | 30 bei 87 km/h       |
| Geringstes Sinken      | 0,72 m/s bei 71 km/h |
| Leermasse              | 168 kg               |
| Startmasse             | 259 kg               |
| Flächenbelastung       | 18 kg/m²             |
| Mindestgeschwindigkeit | 56 km/h              |
| Höchstgeschwindigkeit  | 162 km/h             |